# José Villa-Amil y Castro
José Villa-Amil y Castro, també escrit Villaamil, (Madrid, 15 de novembre de 1838-27 de setembre de 1910) va ser un bibliotecari, arxiver, historiador i arqueòleg que fou molt influent per a l'estudi de la història de Galícia.

## Biografia
José Villa-Amil y Castro nasqué a Madrid el 1838, en una família provinent de Galícia. Es crià a Mondoñedo on havia tornat la família al cap de pocs anys després del seu naixement. Es va formar al seminari conciliar i s'interessà a la història, l'art i l'arqueologia de les terres gallegues. Va ocupar aleshores diversos càrrecs al seu poble (síndic de l'ajuntament, jutge i fiscal municipal entre d'altres). El 1873 se n'anà de Mondoñedo.
Va ser membre corresponent de la Reial Acadèmia Gallega i de la Reial Acadèmia de la Història, de les Belles Arts de San Fernando i de l'Acadèmia de les Ciències de Lisboa. Fou a més cronista oficial amb la Província de Lugo.

## Obres
- 1861. Discurso acerca de la situación del monte Medulio y sus incidencias históricas
- 1863. Pinturas murales de la catedral de Mondoñedo
- 1865. La catedral de Mondoñedo, su historia y descripción, sus pinturas murales, accesorios, moviliario, bronces y orfebrería, vestiduras y ropas sagradas
- 1866. Crónica de la provincia de Lugo

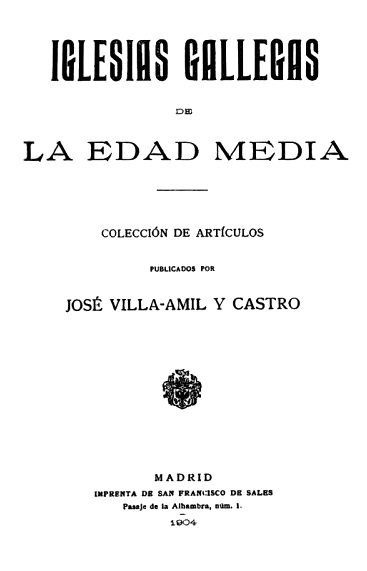
Iglesias gallegas de la Edad Media.

- 1866. Descripcion histórico-artística-arqueológica de la Catedral de Santiago
- 1867. San Froilán y su siglo en sus mutuas relaciones
- 1867. Rudimentos de Arqueología sagrada
- 1873. Antigüedades prehistóricas y célticas de Galicia
- 1873. Los pertigueros de la Iglesia de Santiago
- 1874. Los códices de las iglesias de Galicia en la edad media
- 1875. Colonias griegas en Galicia: su historia y su influjo bajo los aspectos económico y social
- 1875. Ensayo de un catálogo sistemático y crítico de libros que tratan de Galicia.[2]
- 1878. Catálogo de los manuscritos existentes en la Biblioteca del Noviciado de la Universidad Central
- 1878. Pobladores, ciudades, monumentos y caminos antiguos del norte de la provincia de Lugo
- 1879. La catedral compostelana en la edad media y el sepulcro de Santiago
- 1882. La policía balnearia segun nuestros fueros municipales
- 1883. Origen de los foros en Galicia: causas de su decadencia actual
- 1883. Reseña de algunos códices jurídicos de la biblioteca del Escorial
- 1884. Breve reseña histórico-descriptiva del Archivo general de Indias y noticia de algunos de sus principales documentos
- 1884. Los foros de Galicia en la edad media: Estudio de las transformaciones que ha sufrido en Galicia la contratacion, para el aprovechamiento de las tierras
- 1887. Memoria sobre la creación de un museo arqueológico en la ciudad de Santiago
- 1888. La cuestión de los foros en Galicia
- 1892. Exposición histórico-europea: catálogo de los objetos de Galicia
- 1897. Estudio histórico acerca del señorío temporal de los obispos de Lugo en sus relaciones con el municipio
- 1902. Reseña histórica de los establecimientos de beneficencia que hubo en Galicia durante la Edad Media, y de la erección del Gran Hospital Real de Santiago fundado por los Reyes Católicos
- 1904. Iglesias gallegas de la Edad Media. Colección de artículos publicados
- 1907. Colección de artículos en su mayoría sobre el mobiliario litúrgico de las iglesias gallegas, en la Edad Media
- 1907. Productos de la metalurgia gallega en tiempos remotos
- 1909. La Catedral de Santiago. Breve descripción histórica